# Congrégation de saint Basile
La Congrégation de saint Basile ne doit pas être confondu avec les Basiliens, terme qui désigne les moines d'Orient vivant selon la règle de saint Basile.
La Congrégation de saint Basile (également connue sous le nom des Pères Basiliens) est un ordre international de prêtres catholiques fondé en France en Ardèche et aujourd'hui majoritairement présent sur le continent américain (Canada, États-Unis, Mexique, Colombie), même si une petite communauté subsiste encore à Annonay. Le siège se situe aujourd'hui à Toronto au Canada.
Les membres de ce nouvel ordre se consacrent à l'éducation chrétienne, à la prédication et à l'évangélisation. Les Basiliens font vœu de pauvreté, de chasteté et d'obéissance.
Après une séparation amiable en juin 1922, les branches française et nord-américaine ont été à nouveau réunies en 1955.

## Devise
« Apprends-moi la bonté, la discipline et la connaissance » Psaume 119.

## Histoire

### Fondation de la communauté
Après la fermeture des séminaires pendant la Révolution française, deux prêtres (dont le premier supérieur Joseph Lapierre), encouragés pas l’archevêque de Vienne, Charles François d’Aviau du Bois de Sanzay ouvrirent une école clandestine à Saint-Symphorien-de-Mahun en Ardèche appelée dans un premier temps institution Actorie.
La situation de l'Église française s'étant améliorée sous l'Empire, l'institution Actorie déménage en 1802 à Annonay. La communauté accueille alors jusqu'à plus de 300 élèves et plusieurs écoles sont créées dans les environs.
En 1820, l'association maintenant connue sous l'appellation des Prêtres Enseignants de l'Ardèche acquiert le château de Maisonseule sur le territoire de la commune de Saint-Basile (Ardèche) pour en faire un établissement scolaire.
En 1822, la dizaine de prêtres qui faisaient vivre cette école, se constituèrent en une congrégation, qu'il placèrent sous le patronage de saint Basile le Grand, en référence au patron de la paroisse de Maisonseule.
Liste des dix prêtres fondateurs : 
- Jacques Duret (1762 – 1841) né à Annonay, fils d'un médecin. Il a étudié à Paris et était un camarade de classe de Maximilien Robespierre[3].
- André Fayolle (1791 – 1867) neveu de Pierre Tourvieille, enseignant ayant étudié la théologie avant son ordination[4].
- Joseph Lapierre (1757 – 1838) prêtre qui a fui la persécution pendant la Révolution et a secrètement célébré la messe et dispensé une éducation chrétienne clandestine. Lapierre sera le premier Supérieur général et soumettra à Rome le premier projet de Constitutions des Basiliens[5].
- Henri Martinesche (1797 – 1879) ordonné prêtre en 1822, enseignant et aumônier[6].
- Jean François Pagès (1793 – 1861) ordonné prêtre en 1818 après avoir étudié la philosophie et la théologie. L'année suivante, il commence à enseigner à Annonay[7].
- Augustin Payan (1771 – 1847) ancien élève du collège du séminaire clandestin de Saint-Symphorien-de-Mahun[8].
- Jean-Baptiste Polly (1772 – 1846) maire de Saint-Symphorien-de-Mahun (alors appelé Mahun Libre par les révolutionnaires), il cache des prêtres pour les protéger. Il fréquente alors le collège du séminaire clandestin où il étudiera la théologie sera secrètement ordonné[9].
- Pierre Tourvieille (1780 – 1859) Il recevra une éducation secrète pendant la Révolution française de son frère aîné, un prêtre. Tourvieille deviendra le deuxième supérieur général basilien en 1838 [10]
- Julien Tracol (1796 – 1885) professeur, bibliothécaire, archiviste et premier historien non officiel de la Congrégation de Saint-Basile[11].
- Jean Antoine Vallon (1775 – 1840) ordonné vers 1800 , il sera professeur à Saint-Symphorien-de-Mahun puis à Annonay[12].

### France
Sous la Troisième République française, les écoles catholiques furent la cible des républicains déterminés à séculariser l'enseignement. Les décrets de 1880 visaient les jésuites mais affectèrent tous les ordres d'enseignement, y compris les basiliens, et ils furent forcés de fermer l'une de leurs écoles en 1881.
Le gouvernement français interdit la plupart des congrégations religieuses par la Loi du 7 juillet 1904 dite « Loi Combes » du 7 juillet 1904. Les Pères Basiliens furent alors dispersés et leur propriété fut vendue aux enchères .
En 1905, une association d’anciens élèves racheta les bâtiments du collège du Sacré Cœur d'Annonay au nom du diocèse de Viviers. Trois Basiliens, officiellement reconnus comme des prêtres diocésains, ouvrirent de nouveau le collège d'Annonay. Ils en ont toujours la tutelle aujourd'hui même si l'enseignement est assuré par des laïcs, faute de vocations.

### Canada
Les Basiliens vinrent au Canada en 1850 à l'invitation de Mgr Armand-François-Marie de Charbonnel . Ancien élève des basiliens à Annonay de 1811 à 1819, l'évêque de Toronto se tourna vers son ancien professeur et basilien irlandais, le père Patrick Molony, CSB, pour l'aider dans son travail avec la communauté catholique irlandaise à Toronto. Finalement, la Congrégation enverra quatre de ses membres dans le Nouveau Monde. En 1852, le St. Michael's College de Toronto, établissement d'études secondaires et universitaires ouvrira ses portes, offrant un enseignement de style français. Cet effort représenta un énorme investissement, un risque et un sacrifice car peu de prêtres basiliens étaient alors disponibles. Au cours des années suivantes, davantage de sacrifices ont été consentis en main-d'œuvre et en argent pour poursuivre les fondations au Canada; leur travail les a emmenés à Sandwich en 1856 et à Owen Sound en 1863 . L'Ordre Basilien de Toronto enseignera dans quatre écoles secondaires, dont le St. Michael's College, Bishop Michael Power High School, St. Basil-the-Great College School et Father Henry Carr Catholic Secondary School . L'institution fondera également Assumption College School, qui deviendra l' Université de l'Assomption à Windsor, en Ontario, maintenant fédérée avec l' Université de Windsor ; Le Collège St. Thomas More de Saskatoon, en Saskatchewan, fédéré depuis avec l' Université de la Saskatchewan ; et St. Joseph's College à Edmonton, en Alberta, affilié à l'Université de l'Alberta. Le St. Thomas College (plus tard St. Thomas University (Nouveau-Brunswick) à Chatham au Nouveau-Brunswick, a été fondé par les Basiliens en 1910, et en 1923, le collège a été transféré au clergé diocésain local. Toronto demeure l'un des plus grands centres de la Congrégation et abrite les bureaux de la Curie basilienne et le Cardinal Flahiff Basilian Centre.
Ils dirigent également l'Institut pontifical d'études médiévales, à Toronto.

### États Unis
Le premier ministère basilien aux États-Unis fut à Louisville, Ohio au St. Louis College en 1867. Les Basiliens ont également fondé à Houston le lycée Saint-Thomas (en) (1900) et l' université de St. Thomas (1947). Ils y enseignent toujours . Dans les années 1930, les Basiliens ont commencé un apostolat au service des populations hispanophones du Texas dans des villes comme Galveston, Houston, Sugar Land, Rosenberg, Wharton, New Gulf, Bay City, Angleton, Freeport et Eagle Lake .    
Les Basiliens ont également ouvert Catholic Central High School en 1928 à Détroit et Andrean High School à Merrillville, Indiana en 1959 .
En 1937, les Basiliens ont repris le Aquinas Institute à Rochester, New York, et en 1948 ont fondé le St. John Fisher College dans la même ville.  

### Amérique Latine
Les Basiliens ont fondé des missions au Mexique en 1961 et en Colombie en 1987. Les Pères Basiliens sont présents à Mexico et à Tehuacán (Puebla) au Mexique et Bogotá, Cali et Medellín en Colombie.    

## Basiliens célèbres
- David Bauer, défenseur du hockey amateur canadien et entraîneur olympique de hockey
- Ronald Peter Fabbro, évêque de London, Ontario, 2002 à aujourd'hui
- George Bernard Flahiff, archevêque de Winnipeg, 1961-1982
- John Michael Miller (en), archevêque coadjuteur de Vancouver, 2007-2009 et archevêque de Vancouver, 2009-présent
- Denis T. O'Connor, évêque de London, Ontario, 1890-1899 et archevêque de Toronto, 1899-1908
- Ricardo Ramírez, évêque auxiliaire de San Antonio, Texas, 1981-1982 et évêque de Las Cruces, Nouveau-Mexique, 1982-2013
- Thomas Rosica, PDG du réseau Salt + Light Television